# 川村玲奈
川村 玲奈（かわむら れいな、1月6日 - ）は、日本の女性声優。大阪府出身。アイムエンタープライズ所属。

## 来歴
小さい頃は韓国のアイドルが好きで、KARAや少女時代を聴いていた。よく姉と一緒に、真似して歌って踊っていたという。
一方、歌は習ったことはなく、姉とよく歌っていたぐらいであった。中学生時代に部活で3年間トランペットを吹いていたが、その後は吹けないという。
日本ナレーション演技研究所出身。2020年4月1日よりアイムエンタープライズに所属。

## 人物
方言は大阪弁。
趣味はアイドル鑑賞。特技は長ネギのみじん切り。

## 出演
太字はメインキャラクター。

### テレビアニメ
2021年
- アイドリッシュセブン Third BEAT!（女性ファンB）
- ラブライブ!スーパースター!!

2022年
- カッコウの許嫁（遊園地客D）
- 異世界美少女受肉おじさんと（女子たち）
- 魔入りました!入間くん（生徒たち）
- ラブライブ!虹ヶ咲学園スクールアイドル同好会

2023年
- 氷属性男子とクールな同僚女子（女子）
- 星屑テレパス（進行係）

2024年
- 異世界失格（街の女性）

### ゲーム
2024年
- グランブルーファンタジー リリンク
- 学園アイドルマスター（2024年 - 2025年、篠澤広）
- けものフレンズ3（セグロジャッカル）
- 共闘ことばRPG コトダマン（タカラブニャン）

2025年
- ブレイブソード×ブレイズソウル（リヴィア＝リタン）
- Staffer Case:超能力推理アドベンチャー（ベリン）

### ドラマCD
- 聞く、演じる！日本昔のおはなし「ガルボの冒険」（2022年、ガルボ[2]）

### インターネット配信番組
- 薄井友里・川村玲奈のすーぱーかわちぃ☆ゆりれいしょん（2025年 - 、ニコニコ生放送・YouTube）[10]

### ボイスドラマ
- いっしょに密着憑依～依神姉妹に両耳ささやき甘やかされ眠れないASMR～（2024年、依神紫苑[11][12]）

## ディスコグラフィ

### キャラクターソング
| 発売日         | 商品名                                                                                               | 歌                                                             | 楽曲 | 備考                                 |
| -------------- | --- | -------------------------------------------------------------- | --- | ------------------------------------ |
| 2024年5月16日  | 初                                                                                                   | 初星学園                                                       | 「初」 | ゲーム『学園アイドルマスター』関連曲 |
| 2024年6月10日  | Campus mode!!                                                                                        | 初星学園                                                       | 「Campus mode!!」 | ゲーム『学園アイドルマスター』関連曲 |
| 2024年7月23日  | コントラスト                                                                                         | 篠澤広（川村玲奈）                                             | 「コントラスト」 | ゲーム『学園アイドルマスター』関連曲 |
| 2024年8月14日  | 学園アイドルマスター Season Solo Collection Vol.1「キミとセミブルー」                                | 篠澤広（川村玲奈）                                             | 「キミとセミブルー」 | ゲーム『学園アイドルマスター』関連曲 |
| 2024年8月14日  | 学園アイドルマスター Season Solo Collection Vol.2「冠菊」                                            | 篠澤広（川村玲奈）                                             | 「冠菊」 | ゲーム『学園アイドルマスター』関連曲 |
| 2024年9月25日  | 篠澤広 1st Single「光景」                                                                            | 篠澤広（川村玲奈）                                             | 「光景」 「初」 「Campus mode!!」                                                                                         | ゲーム『学園アイドルマスター』関連曲 |
| 2024年10月13日 | がむしゃらに行こう！                                                                                 | 有村麻央（七瀬つむぎ）、紫雲清夏（湊みや）、篠澤広（川村玲奈） | 「がむしゃらに行こう！」                                                                                                  | ゲーム『学園アイドルマスター』関連曲 |
| 2024年10月18日 | Howling over the World                                                                               | 有村麻央（七瀬つむぎ）、紫雲清夏（湊みや）、篠澤広（川村玲奈） | 「Howling over the World」                                                                                                | ゲーム『学園アイドルマスター』関連曲 |
| 2024年10月26日 | ミラクルナナウ(ﾟ∀ﾟ)！                                                                                | 有村麻央（七瀬つむぎ）、紫雲清夏（湊みや）、篠澤広（川村玲奈） | 「ミラクルナナウ(ﾟ∀ﾟ)！」                                                                                                 | ゲーム『学園アイドルマスター』関連曲 |
| 2024年10月30日 | 学園アイドルマスター 初星学園×アニメイト コラボCD「古今東西ちょちょいのちょい」【北海道+東北地方盤】 | 篠澤広（川村玲奈） feat.倉本千奈（伊藤舞音）                   | 「古今東西ちょちょいのちょい [山形県ver.]」                                                                               | ゲーム『学園アイドルマスター』関連曲 |
| 2024年10月30日 | 学園アイドルマスター 初星学園×アニメイト コラボCD「古今東西ちょちょいのちょい」【関東地方盤】        | 有村麻央（七瀬つむぎ） feat.篠澤広（川村玲奈）                 | 「古今東西ちょちょいのちょい [東京都ver.]」                                                                               | ゲーム『学園アイドルマスター』関連曲 |
| 2024年10月30日 | 学園アイドルマスター 初星学園×アニメイト コラボCD「古今東西ちょちょいのちょい」【中部地方盤】        | 倉本千奈（伊藤舞音） feat.篠澤広（川村玲奈）                   | 「古今東西ちょちょいのちょい [長野県ver.]」                                                                               | ゲーム『学園アイドルマスター』関連曲 |
| 2024年10月30日 | 学園アイドルマスター 初星学園×アニメイト コラボCD「古今東西ちょちょいのちょい」【中部地方盤】        | 篠澤広（川村玲奈） feat.月村手毬（小鹿なお）                   | 「古今東西ちょちょいのちょい [静岡県ver.]」                                                                               | ゲーム『学園アイドルマスター』関連曲 |
| 2024年10月30日 | 学園アイドルマスター 初星学園×アニメイト コラボCD「古今東西ちょちょいのちょい」【近畿地方盤】        | 篠澤広（川村玲奈） feat.姫崎莉波（薄井友里）                   | 「古今東西ちょちょいのちょい [奈良県ver.]」                                                                               | ゲーム『学園アイドルマスター』関連曲 |
| 2024年10月30日 | 学園アイドルマスター 初星学園×アニメイト コラボCD「古今東西ちょちょいのちょい」【近畿地方盤】        | 倉本千奈（伊藤舞音） feat.篠澤広（川村玲奈）                   | 「古今東西ちょちょいのちょい [和歌山県ver.]」                                                                             | ゲーム『学園アイドルマスター』関連曲 |
| 2024年10月30日 | 学園アイドルマスター 初星学園×アニメイト コラボCD「古今東西ちょちょいのちょい」【中国+四国地方盤】   | 花海咲季（長月あおい） feat. 篠澤広（川村玲奈）                | 「古今東西ちょちょいのちょい [香川県ver.]」                                                                               | ゲーム『学園アイドルマスター』関連曲 |
| 2024年10月30日 | 学園アイドルマスター 初星学園×アニメイト コラボCD「古今東西ちょちょいのちょい」【中国+四国地方盤】   | 篠澤広（川村玲奈） feat.紫雲清夏（湊みや）                     | 「古今東西ちょちょいのちょい [愛媛県ver.]」                                                                               | ゲーム『学園アイドルマスター』関連曲 |
| 2024年10月30日 | 学園アイドルマスター 初星学園×アニメイト コラボCD「古今東西ちょちょいのちょい」【九州+沖縄地方盤】   | 篠澤広（川村玲奈） feat.花海咲季（長月あおい）                 | 「古今東西ちょちょいのちょい [大分県ver.]」                                                                               | ゲーム『学園アイドルマスター』関連曲 |
| 2024年11月13日 | 学園アイドルマスター Season Solo Collection Vol.3「仮装狂騒曲」                                      | 月村手毬（小鹿なお）、倉本千奈（伊藤舞音）、篠澤広（川村玲奈） | 「仮装狂騒曲」 | ゲーム『学園アイドルマスター』関連曲 |
| 2024年11月13日 | 学園アイドルマスター Season Solo Collection Vol.3「仮装狂騒曲」                                      | 篠澤広（川村玲奈）                                             | 「仮装狂騒曲」 | ゲーム『学園アイドルマスター』関連曲 |
| 2024年12月11日 | 学園アイドルマスター Season Solo Collection Vol.4「White Night! White Wish!」                        | 篠澤広（川村玲奈）                                             | 「White Night! White Wish!」                                                                                              | ゲーム『学園アイドルマスター』関連曲 |
| 2025年2月14日  | 学園アイドルマスター Season Solo Collection Vol.5「ハッピーミルフィーユ」                            | 姫崎莉波（薄井友里）、十王星南（陽高真白）、篠澤広（川村玲奈） | 「ハッピーミルフィーユ」                                                                                                  | ゲーム『学園アイドルマスター』関連曲 |
| 2025年2月14日  | 学園アイドルマスター Season Solo Collection Vol.5「ハッピーミルフィーユ」                            | 篠澤広（川村玲奈）                                             | 「ハッピーミルフィーユ」                                                                                                  | ゲーム『学園アイドルマスター』関連曲 |
| 2025年3月3日   | 学園アイドルマスター Season Solo Collection Vol.6「雪解けに」                                        | 篠澤広（川村玲奈）                                             | 「雪解けに」 | ゲーム『学園アイドルマスター』関連曲 |
| 2025年3月上旬  | 篠澤広 誕生日記念Single「メクルメ」                                                                  | 篠澤広（川村玲奈）                                             | 「メクルメ」 | ゲーム『学園アイドルマスター』関連曲 |
| 2025年3月19日  | 篠澤広 2nd Single「コントラスト」                                                                    | 篠澤広（川村玲奈）                                             | 「コントラスト」 「コンテンポラリのダンス」 「がむしゃらに行こう！」 「Howling over the World」 「ミラクルナナウ(ﾟ∀ﾟ)！」 | ゲーム『学園アイドルマスター』関連曲 |
| 2025年4月9日   | 学園アイドルマスター Season Solo Collection Vol.7「桜フォトグラフ」                                  | 篠澤広（川村玲奈）                                             | 「桜フォトグラフ」 | ゲーム『学園アイドルマスター』関連曲 |
| 2025年5月17日  | 標                                                                                                   | 初星学園                                                       | 「標」 | ゲーム『学園アイドルマスター』関連曲 |
| 2025年7月18日  | サンフェーデッド                                                                                     | 篠澤広（川村玲奈）                                             | 「サンフェーデッド」 | ゲーム『学園アイドルマスター』関連曲 |
| 2025年8月9日   | ENDLESS DANCE                                                                                        | 有村麻央（七瀬つむぎ）、紫雲清夏（湊みや）、篠澤広（川村玲奈） | 「ENDLESS DANCE」 | ゲーム『学園アイドルマスター』関連曲 |